# Laguna de Río Seco
Die Laguna de Río Seco ist ein kleines, auf fast 3000 m Höhe gelegenes Gewässer in der Sierra Nevada.

## Geografische Lage
Der See liegt etwas südlich unterhalb des Grates und der dort verlaufenden Höhenstraße zwischen Pico del Veleta und Mulhacén, etwa auf halbem Weg zwischen beiden Gipfeln. Er ist Quelle des südwärtig abfließenden Río Seco, der im weiteren Verlauf in Río Mulhacen, Río Naute und Rio Poqueira mündet.

## Weblink
- Beschreibung und Impressionen (span.)